# Lycoriella caesar
Lycoriella caesar är en tvåvingeart som först beskrevs av Oskar Augustus Johannsen 1929.  Lycoriella caesar ingår i släktet Lycoriella och familjen sorgmyggor.
Artens utbredningsområde är Ontario. Inga underarter finns listade i Catalogue of Life.